# تاريخ الإسبرانتو
طور ل. ل. زامنهوف لغة الإسپرانتو في سبعينيات وثمانينيات القرن التاسع عشر ونشر الكتاب الأول عنها Unua Libro سنة 1887. وقد ازداد عدد المتحدثين بلغة الإسپرانتو تدريجيًا منذ ذلك الحين، مع أنها لم تحظَ بدعم كبير من الحكومات والمنظمات الدولية، وفي بعض الأحيان حُظرت أو مُنعت بطريقة أو بأخرى.

## اللغة اليديشية الموحدة
نحو عام 1880، في أثناء وجوده في موسكو، وفي نفس توقيت عمله على الإسپرانتو، قام زامنهوف بمحاولة فاشلة لتوحيد اللغة اليديشية، استنادًا إلى لهجة مدينته بياليستوك -الشمالية الشرقية- لغةً موحدة ليهود الإمبراطورية الروسية. حتى إنه استخدم أبجديةً لاتينية، بنفس الأحرف الموجودة في المسودات الأولى الخاصة بلغة الإسپرانتو. إلا أنه توصل إلى عدم وجود مستقبل لمشروع كهذا وتخلى عنه، مكرسًا نفسه للعمل على الإسپرانتو لغةً موحدة للبشرية جميعًا.
اقترح بول ويكسلر أن الإسپرانتو لم تكن تقليدًا اعتباطيًا للغات الأوربية الرئيسية بل هي تغيير معجمي لاتيني للغة اليديشية، لغة مؤسسها الأصلية. عمومًا، لم يحظَ هذا النموذج بدعم علماء اللغة السائدين.

## تطور اللغة قبل النشر
قال زامنهوف فيما بعد إنه كان يحلم بلغة عالمية منذ أن كان طفلًا. في البداية فكر في إحياء للغة اللاتينية، لكن بعد تعلمها في المدرسة أقر بأنها معقدة جدًا لتكون وسيلة عامة للتواصل الدولي. عندما تعلم اللغة الإنكليزية، أدرك أن تصريفات الأفعال لم تكن ضرورية، وإن النظم النحوية يمكن أن تكون أسهل بكثير مما كان يتوقع. كان لا زال يعاني مشكلة كبيرة في حفظ المفردات، حتى لاحظ علامتين روسيتين ملصقتين:
Швейцарская (švejtsarskaja)
وتعني منزل الحرس مشتقة من كلمة:
(швейцар švejtsar)
وتعني حرس، والكلمة الأخرى:
Кондитерская (konditerskaja)
وتعني متجر الحلواني مشتقة من:
(кондитер konditer)
وتعني الحلواني. أدرك حينها أن استخدام الإضافات بحكمة قد يقلل كثيرًا عدد الكلمات الجذرية التي نحتاج إليها للتواصل. اختار أن ينتقي مفرداته من اللغات الرومانسية والألمانية التي كانت تُدرس على نطاق واسع في المدارس في جميع أنحاء العالم وبذلك سيعرفها عدد كبير من الناس.
درّس زامنهوف نسخة أولية للغة لزملائه في المدرسة الثانوية. ثم عمل عدة سنوات في الترجمة والشعر لتحسين أدواته. سنة 1895، كتب «عملت مدة ست سنوات لإتقان واختبار اللغة، مع أنه بدا لي سنة 1878 أنها كانت جاهزة تماماً بالفعل». عندما كان مستعداً للنشر، لم يسمح الرقباء القيصريين بذلك. مُحبطًا قضى وقته في ترجمة أعمال مثل الكتاب المقدس وشكسبير. أدى هذا التأخير الإجباري إلى تحسن مستمر. في يوليو 1887، أصدر «الكتاب الأول»، مقدمةً أساسية عن اللغة. كان أساسًا للغة المستخدمة في يومنا هذا.

## أونوا ليبرو إلى إعلان بولوني (1887-1905)
نُشر الكتاب الأول سنة 1887. في البداية نمت الحركة كثيرًا في الإمبراطورية الروسية وأوروبا الشرقية، لكنها سرعان ما انتشرت إلى أوروبا الغربية وخارجها: إلى الأرجنتين سنة 1889، كندا 1901، الجزائر وتشيلي واليابان والمكسيك وبيرو 1903، تونس 1904، أستراليا، الولايات المتحدة وغينيا والهند الصينية ونيوزلندا وتونكين والأوروغواي 1905.
في سنواتها الأولى استُخدمت لغة الإسپرانتو أساسًا في منشورات زامنهوف والمتبنين الأوائل مثل أنتوني غرابوسكي، في مراسلات واسعة النطاق معظمها مفقود الآن، وفي مجلة إسبرانتو، التي نُشرت في الفترة 1889 - 1895 وفي لقاءات شخصية بين حين وآخر.
سنة 1894، تحت ضغط من فيلهيلم ترومبتر، ناشر مجلة إسبرانتو، وبعض من المستخدمين البارزين الآخرين، قدم زامنهوف على مضض إصلاحًا جذريًا ليصوت عليه القراء. اقترح تقليص الحروف الأبجدية إلى 22 حرفًا، بحذف الأحرف المُتحركة ومعظم أصواتها، وتغيير صيغة الجمع إلى (-i)، واستخدام حالة المفعول به بدلاً من إضافة (-n) اللاحقة، وإلغاء التمييز بين الصفات والظروف، وتقليص عدد أسماء المفعول من ستة إلى اثنين، واستبدال قائمة الالفاض المتلازمة بكلمات أو عبارات لاتينية.
لاقت هذه التعديلات رفضًا قاطعًا، لكن بعضها اختير في إصلاحات لاحقة -مثل إيدو- وانتقادات اللغة. وفي العقد التالي انتشرت الإسپرانتو في أوروبا الغربية لاسيما في فرنسا. انعقد مؤتمر دولي صغير سنة 1904، ممهدًا لعقد المؤتمر العالمي الأول في أغسطس 1905 في بولوني- سور- مير، فرنسا. حضر 688 متحدثًا بلغة الإسپرانتو من 20 جنسية مختلفة. وفي هذا المؤتمر، استقال زامنهوف رسميًا من قيادة حركة الإسبرانتو لأنه لم يرغب أن يعرقل التحيز الشخصي ضده -أو معاداة السامية- تقدم اللغة. واقترح إعلانًا حول المبادئ التأسيسية لحركة الإسبرانتو، حظي بموافقة الحاضرين في المؤتمر.

## إعلان بولوني (1905- حتى الآن)
يجري عقد المؤتمرات العالمية سنويًا منذ 1905، باستثناء فترة الحربين العالميتين.
في إقليم موريسنت المحايد المتمتع بالحكم الذاتي، الواقع بين بلجيكا وألمانيا، نسبة كبيرة من المتحدثين بلغة الإسپرانتو بين عدد سكانه الصغير متعدد الأعراق. واقتُرح جعل الإسپرانتو لغته الرسمية. سنة 1908، قُبلت اللغة إلى جانب اللغات الهولندية والألمانية والفرنسية.
في أوائل عشرينيات القرن العشرين، سنحت للإسبرانتو فرصةً عظيمة للظهور عندما اقترح الوفد الإيراني لدى عصبة الأمم اعتمادها للاستخدام في العلاقات الدولية، بعد تصريح قدمه نيتوبي إنازو، المبعوث الرسمي لدى عصبة الأمم في أثناء المؤتمر العالمي الثالث عشر للإسپرانتو في براغ. حظي الاقتراح بقبول 10 مبعوثين ومعارضة صوت واحد فقط، المبعوث الفرنسي، غابرييل هانتوكس، الذي استخدم حق النقض (الفيتو) الفرنسي لإحباط محاولات الاعتراف بالإسپرانتو، بدءًا من التصويت الأول 18 ديسمبر 1920، وخلال السنوات الثلاث التالية. لم يعجب هانتوكس كيف أن اللغة الفرنسية فقدت مكانتها لغةً دولية معتبرًا الإسپرانتو تهديدًا. ومع ذلك، بعد عامين، أوصت العصبة بإدراج الإسبرانتو في المناهج التعليمية للدول الأعضاء.
ثار الفرنسيون بحظر جميع دروس الإسپرانتو في المدارس والجامعات الفرنسية. صرحت وزارة التعليم الفرنسية بأن قبول الإسپرانتو يعني اندثار الفرنسية والإنكليزية، وضعف المعايير الأدبية العالمية. ورغم ذلك، يرى الكثيرون أن عشرينيات القرن العشرين كانت ذروة حركة الإسپرانتو.
سنة 1941، بدأ الاتحاد السوفيتي حملة مناهضة ضد متحدثي الإسبرانتو خشية وجود حركة مناهضة للقومية، لكنها توقفت بسبب الغزو النازي.
كتب هتلر في كتابه كفاحي أن الإسپرانتو وُضعت لغةً عالمية لتوحيد الشتات اليهودي. ولم يكن إنشاء رابطة إسپرانتو ألمانية وطنية خالية من اليهود كافيًا لإرضاء النازيين. لم يكن تعليم الإسپرانتو مسموحًا به في معسكرات أسرى الحرب الألمانية خلال الحرب العالمية الثانية. تمكن الإسپرانتيون أحيانًا من تجاوز الحظر بإقناع الحراس بأنهم كانوا يعلمون الإيطالية، وهي لغة الحليف الأقرب لألمانيا.
في السنوات الأولى للاتحاد السوفيتي، حظيت الإسپرانتو بقدر من الدعم الحكومي، وظهرت جمعية إسپرانتو سوفيتية معترف بها رسميًا. ومع ذلك، سنة 1937، ألغى ستالين هذه السياسة وحظر استخدام الإسپرانتو فعليًا حتى عام 1956. مع ذلك ازداد استخدامها بين اليهود والنقابيين وشجعت عمليات التواصل مع الأجانب.
من ناحية أخرى، بذلت إيطاليا الفاشية بعض الجهود للتشجيع على السياحة في إيطاليا باستعمال كتيبات الإسپرانتو وأعربت عن تقديرها لأوجه التشابه بين اللغتين الإيطالية والإسپرانتو.
قمعت الحكومات اليمينية في البرتغال اللغة منذ 1936 حتى ثورة القرنفل 1974. وبعد الحرب الأهلية الإسبانية، فرضت إسبانيا تحت حكم فرانكو إجراءات صارمة على القوميين اللا سلطويين والكتلونيين الذين انتشر بينهم الحديث عن الإسپرانتو، لكن في الخمسينيات، تم التساهل مع حركة الإسپرانتو مرة أخرى، إذ قبل فرانكو الرعاية الفخرية لمؤتمر مدريد العالمي للإسپرانتو.
أعاقت الحرب الباردة، لاسيما في خمسينيات وستينيات القرن العشرين، حركة الإسپرانتو، إذ وُجدت مخاوف لدى الجانبين من إمكانية استخدام الإسپرانتو في الدعاية المعادية. ومع ذلك، شهدت اللغة شيئًا من النهضة في سبعينيات القرن العشرين وامتدت إلى إجزاء جديدة من العالم، مثل تفجر شعبيتها في إيران 1975. وبحلول عام 1991 كان هنالك ما يكفي من الأفارقة الإسبرانتيين لتسويغ مؤتمر عموم أفريقيا. استمرت اللغة بالانتشار، مع أنها غير معترف بها لغةً رسمية لأي دولة دولة، وتُدرس ضمن المناهج التعليمية لقلة من الدول فقط.